# Superliga 2009-2010 (Serbia)
La SuperLiga 2008-2009 (detta anche Jelen SuperLiga per motivi di sponsorizzazione) è stata la quarta edizione della massima serie del campionato serbo di calcio. La stagione è iniziata il 15 agosto 2009 ed è terminata il 16 maggio 2010. Il Partizan ha vinto il titolo per la terza volta consecutiva.

## Modifiche rispetto all'edizione 2008-09
Il numero di squadre partecipanti è stato aumentato da 12 a 16. Come conseguenza, il numero di partite per ciascuna squadra viene ridotto da 33 a 30. Inoltre, sempre a causa di questa espansione, solo l'ultima (ovvero 12a) classificata del campionato precedente, il Banat Zrenjanin, venne retrocesso. I cinque posti rimanenti furono presi dalle prime 5 classificate nella categoria inferiore, nell'ordine BSK Borča, FK Smederevo, Mladi Radnik, Spartak Zlatibor Voda e Metalac.

## Formula
La squadra campione di Serbia ha il diritto a partecipare alla UEFA Champions League 2010-2011, partendo dal secondo turno preliminare.

Le squadre classificate al secondo e terzo posto sono ammesse alla UEFA Europa League 2010-2011, partendo dal secondo turno preliminare.

Retrocedono alla categoria inferiore le ultime due in classifica.

## Squadre partecipanti
- BSK Borča
- Borac Čačak
- Čukarički Stankom
- Hajduk Kula
- Jagodina
- Javor Ivanjica
- Metalac
- Mladi Radnik

- Napredak Kruševac
- OFK Belgrado
- Partizan (C)
- Rad Belgrado
- Smederevo
- Spartak Zlatibor Voda
- Stella Rossa
- Vojvodina

### Classifica Finale
|  |     | Classifica finale 2009-2010 | Pt | G  | V  | N  | P  | GF | GS | DR  |
|  | --- | --------------------------- | -- | -- | -- | -- | -- | -- | -- | --- |
|  | 1.  | Partizan                    | 78 | 30 | 24 | 6  | 0  | 63 | 14 | +49 |
|  | 2.  | Stella Rossa                | 71 | 30 | 23 | 2  | 5  | 53 | 17 | +36 |
|  | 3.  | OFK Belgrado                | 50 | 30 | 15 | 5  | 10 | 38 | 33 | +5  |
|  | 4.  | Spartak Zlatibor Voda       | 49 | 30 | 14 | 7  | 9  | 34 | 27 | +7  |
|  | 5.  | Vojvodina                   | 45 | 30 | 13 | 6  | 11 | 51 | 30 | +21 |
|  | 6.  | Jagodina                    | 43 | 30 | 12 | 7  | 11 | 38 | 34 | +4  |
|  | 7.  | Javor Ivanjica              | 38 | 30 | 8  | 14 | 8  | 22 | 23 | -1  |
|  | 8.  | Rad Belgrado                | 37 | 30 | 10 | 7  | 13 | 38 | 39 | -1  |
|  | 9.  | Metalac                     | 35 | 30 | 10 | 5  | 15 | 24 | 39 | -15 |
|  | 10. | Smederevo                   | 34 | 30 | 8  | 10 | 12 | 23 | 30 | -7  |
|  | 11. | Borac Čačak                 | 34 | 30 | 9  | 7  | 14 | 21 | 34 | -13 |
|  | 12. | BSK Borča                   | 33 | 30 | 9  | 6  | 15 | 27 | 37 | -10 |
|  | 13. | Čukarički Stankom           | 32 | 30 | 9  | 5  | 16 | 25 | 46 | -21 |
|  | 14. | Hajduk Kula                 | 30 | 30 | 7  | 9  | 14 | 28 | 40 | -12 |
|  | 15. | Napredak Kruševac           | 29 | 30 | 7  | 8  | 15 | 30 | 44 | -14 |
|  | 16. | Mladi Radnik                | 25 | 30 | 5  | 10 | 15 | 19 | 47 | -28 |

### Capoliste solitarie
- Dalla 5ª alla 24ª giornata:  Stella Rossa
- Dalla 25ª alla 30ª giornata:  Partizan

### Classifica Marcatori
| Calciatore          | Gol | Squadra      |
| ------------------- | --- | ------------ |
| Dragan Mrđa         | 22  | Vojvodina    |
| Andrija Kaluđerović | 17  | Rad Belgrado |
| Cléo                | 14  | Partizan     |
| Lamine Diarra       | 14  | Partizan     |
| Dejan Lekić         | 12  | Stella Rossa |
| Milan Bojović       | 12  | Jagodina     |